# Pseudopiloecium
Pseudopiloecium là một chi rêu trong họ Sematophyllaceae.